# MDA (drog)

Strukturformel för MDA.

MDA (systematiskt namn 2-amino-1-(3,4-metylendioxifenyl)propan), även kallad tenamfetamin eller lovedrug, är en centralstimulerande, entaktogen och empatogen substans. MDMA anses mer som empatogen medan MDA har en mer psykedelisk effekt, MDA har även rapporterats vara mer potent än MDMA. 
Substansen är narkotikaklassad och ingår i förteckning P I i 1971 års psykotropkonvention, samt i förteckning I i Sverige, vilket innebär "narkotika som normalt inte har medicinsk användning".
Även derivaten N-hydroxi MDA och N-OH MDA är narkotikaklassade.